# Višnjevec
Višnjevec is een plaats in de gemeente Pregrada in de Kroatische provincie Krapina-Zagorje. De plaats telt 198 inwoners (2001).